# Política alimentària
S'anomena política alimentària als aspectes polítics relacionats amb la producció, el control, la inspecció i la distribució d'aliments. Les polítiques alimentàries poden quedar afectades per disputes ètniques, culturals, mèdiques i ambientals respecte als mètodes i regulacions que es fan servir en agricultura, ramaderia i les vendes a l'engròs.

## Normes
Les polítiques governamentals tenen un paper important en la producció, seguretat i distribució d'aliments. El govern pot regular l'emmagatzematge apropiat i la preparació d'aliments, i aquestes regulacions han estat fortament influenciades per les denúncies públiques a causa de casos d'intoxicació alimentària. Com a resultat d'això, el control dels aliments s'ha convertit en una tasca del govern.

## Tecnologia
L'ús de determinats avenços tecnològics per augmentar la producció d'aliments s'ha convertit en un tema controvertit. L'increment de l'ús de les tècniques de granges factoria ha donat lloc a crítiques; els seus opositors creuen que aquests mètodes augmenten el risc de malalties transmeses pels aliments i altres riscos per al subministraments d'aliments, així com la degradació ambiental severa pel que fa als nivells extrems de gasos d'amoníac i de gasos amb efecte d'hivernacle alliberats com ara el diòxid de carboni i el metà. Nombroses granges factories (com les Operacions d'Alimentació Combinada d'Animals o OACA, feedlots o corrals d'engreix) tenen llacunes de fems a l'aire lliure, el que crea un problema significatiu i que sovint es filtren cap a les fonts d'aigua, enviant toxines cap al subministrament d'aigua.
La introducció d'alimentació modificada genèticament també és tema de controvèrsia, i hi ha hagut moltes crítiques sobre els riscos de la transferència de gens i el consum d'aliments. Finalment, hi ha grups d'activistes que es preocupen sobre l'adequat tractament dels animals, per exemple el grup People for the Ethical Treatment of Animals ("Persones pel tractament ètic dels animals").